# Cephalopholis igarashiensis
Cephalopholis igarashiensis es una especie de pez del género Cephalopholis, familia Serranidae. Fue descrita científicamente por Katayama en 1957.
Se distribuye por el Océano Pacífico: sur de Japón, Taiwán, Guam, Filipinas, mar de China Meridional, Samoa y Tahití en la Polinesia Francesa, Fiyi y Tuvalu. La longitud total (TL) es de 43 centímetros. Habita en aguas profundas y se alimenta de peces y crustáceos. Puede alcanzar los 250 metros de profundidad.
Está clasificada como una especie marina inofensiva para el ser humano.